# Conny Torstensson
Conny Torstensson (* 25. srpna 1949, Lofta) je bývalý švédský fotbalista, útočník.

## Fotbalová kariéra
Začínal ve Švédsku v týmu Åtvidabergs FF, se kterým získal dva mistrovské tituly a dvě vítězství v poháru. Od roku 1973 hrál německou bundesligu za FC Bayern Mnichov, se kterým získal v roce 1974 mistrovský titul, tři vítězství v Poháru mistrů evropských zemí a v roce 1976 vítězství v Interkontinentálním poháru. Po odchodu z Bayernu hrál jednu sezónu švýcarskou ligu za FC Curych. Kariéru končil v mateřském týmu Åtvidabergs FF. V Poháru mistrů evropských zemí nastoupil ve 23 utkáních a dal 12 gólů, v Poháru vítězů pohárů nastoupil v 7 utkáních a dal 1 gól a v Poháru UEFA nastoupil v 6 utkáních a dal 2 góly. V Interkontinenálním poháru nastoupil ve 2 utkáních a Superpoháru UEFA nastoupil ve 3 utkáních. Za švédskou fotbalovou reprezentaci nastoupil v letech 1972–1979 ve 40 utkáních a dal 7 gólů. Byl členem švédské fotbalové reprezentace na Mistrovství světa ve fotbale 1974, nastoupil v 5 utkáních a dal 1 gól. Byl členem švédské fotbalové reprezentace na Mistrovství světa ve fotbale 1978, nastoupil v 1 utkání.

## Ligová bilance
| Ročník                                 | Zápasy | Góly | Klub              |
| -------------------------------------- | ------ | ---- | ----------------- |
| 2. švédská liga 1967                   | -      | -    | Åtvidabergs FF    |
| 1. švédská liga 1968                   | 0      | 0    | Åtvidabergs FF    |
| 1. švédská liga 1969                   | 0      | 0    | Åtvidabergs FF    |
| 1. švédská liga 1970                   | 3      | 0    | Åtvidabergs FF    |
| 1. švédská liga 1971                   | 7      | 1    | Åtvidabergs FF    |
| 1. švédská liga 1972                   | 14     | 7    | Åtvidabergs FF    |
| 1. švédská liga 1973                   | 26     | 10   | Åtvidabergs FF    |
| Německá fotbalová Bundesliga 1973/1974 | 16     | 1    | FC Bayern Mnichov |
| Německá fotbalová Bundesliga 1974/1975 | 17     | 3    | FC Bayern Mnichov |
| Německá fotbalová Bundesliga 1975/1976 | 15     | 3    | FC Bayern Mnichov |
| Německá fotbalová Bundesliga 1976/1977 | 33     | 4    | FC Bayern Mnichov |
| Švýcarská Super League 1977/1978       | 24     | 4    | FC Curych         |
| 1. švédská liga 1978                   | 5      | 1    | Åtvidabergs FF    |
| 1. švédská liga 1979                   | 24     | 3    | Åtvidabergs FF    |
| 1. švédská liga 1980                   | 20     | 2    | Åtvidabergs FF    |
| CELKEM Německá fotbalová Bundesliga    | 81     | 11   |                   |
| CELKEM Švýcarská Super League          | 24     | 4    |                   |
| CELKEM 1. švédská liga                 | 99     | 24   |                   |